# خوزه گیل (بازیکن فوتبال)
خوزه گیل (انگلیسی: José Gil؛ زادهٔ ۹ اکتبر ۱۹۶۰) بازیکن فوتبال اهل اسپانیا است.
از باشگاه‌هایی که در آن بازی کرده‌است می‌توان به باشگاه فوتبال سلتاویگو، باشگاه فوتبال دپورتیوو لاکرونیا، و باشگاه فوتبال بارسلونا اشاره کرد.